# Пастух Віктор Іванович
Пастух Віктор Іванович (8 лютого 1957, Бердичів — 5 жовтня 1996, Шишабангма, Тибет, Китайська Народна Республіка) — лікар-ортопед, альпініст. Кандидат медичних наук (1986). Майстер спорту (1986), Заслужений майстер спорту України з альпінізму та майстер спорту міжнародної кваліфікації (1990).

## Життєпис
Народився 8 лютого 1957 року в Бердичеві у сім'ї лікарів Івана Макаровича та Надії Розумниківни.
Навчався у Бердичівській середній школі № 7, згодом перейшов до середньої школи № 1, яку закінчив 1974 року з золотою медаллю.
Закінчив Харківський медичний інститут (1979), де почав займатись альпінізмом у туристично-альпіністському клубі. Підкорив вершини Карпат, Паміру, Кавказу, Тянь-Шаню.
Працював у Харківській міській лікарні швидкої допомоги, потім — асистентом кафедри ортопедії, травматології та військово-польової хірургії Харківського медичного інституту. Автор низки наукових публікацій. У 1986 році захистив кандидатську дисертацію, а 1991 року розробив нову методику лікування переломів шийки стегна.
Член Харківської оперативно-рятувальної служби, брав безпосередню участь у понад 20 рятувальних експедиціях в горах. У 1988 році працював після землетрусу у місті Спітак (Вірменія).
Останні 8 років життя Віктор Пастух присвятив підкоренню найвищої гірської системи світу — Гімалаїв.
Одним із активних учасників програми «Прапор України на найвищих вершинах світу». Віктор Пастух і Сергій Бершов були першими альпіністами, які 1991 року підняли тільки-но затверджений синьо-жовтий прапор України на одну з найвищих гімалайських верхівок Манаслу (8156 м). 1994 року підняв український стяг на Дхаулагірі (8167 м).
Загинув в лавині 5 жовтня 1996 року під час сходження на вершину гори Шишабангма (Тибет). Його тіло й нині перебуває на схилах цієї гори.

## Основні сходження
- 1980 р. — вершина Рудаки (4400 м) по стіні;
- 1981 р. — Уїлпата по південному гребеню; вершина Байчечекей (4515 м);
- 1982 р. — Еридаг — першопроходження на 1-шу Західну вершину (3925 м); Уїлпата по 2-му контрфорсу;
- 1983 р. — пік Пасіонарія (4000 м) по бастіону; пік Скельна стіна — першопроходження; Ліндон (4800 м) по Північній стіні; Чімтарга (5489 м) — першопроходження Північної стіни;
- 1984 р. — пік М. Іскандер та Іскандер по Південній стіні; пік «ТГУ» — 6 к. с. (категорія складності);
- 1985 р. — Саришах (Алайський хребет); Пік Марія: Чапдара по Західній стіні, 6 к. с.;
- 1986 р. — пік Щуровського по бастіону; Чатин, 6 к. с.; Південна Ушба по Південній стіні;

- 1987 р. — пік Корженевської (шлях Цетліна); пік Комунізму (двічі);
- 1988 р. — пік Асан (маршрут Погорєлова), траверс масиву пік Перемоги із заходу — пік Військових топографів — першопроходження траверсу, 6Б к.с.;
- 1989 р. — в складі 2-ї Гімалайської експедиції піднявся на три восьмитисячні вершини масиву Канченджангу — Південну, Середню і Головну;
- 1990 р. — був учасником команди і лікарем експедиції «Лхоцзе-90». Піднявся по Південній стіні вище 8000 м;
- 1991 р. — пройшов в альпійському стилі по новому шляху на Манаслу;
- 1992 р. — Еверест до висоти 8400 м;
- 1994 р. — лікар та перекладач Української експедиції на Дхаулагірі[4].

## Нагороди
- Медаль «За трудову доблесть» (1989)[4]
- Орден «За мужність» (1997, посмертно).

## Увічнення пам′яті
- Бердичівській загальноосвітній школі (нині — гімназії) № 7, де навчався Віктор Пастух, у 2006 році присвоєно ім'я спортсмена. У музеї історії цієї школи створена експозиція, присвячена життєвому шляху Віктора Пастуха.
- У музейній кімнаті загальноосвітньої школи № 1 (нині Гімназія № 1 ім. Т. Г. Шевченка) також створено стенд, присвячений альпіністу.
- Будинок по вулиці Заводській, 44, у якому народився та проживав Віктор Пастух, включено до переліку історичних пам'яток і пам'ятних місць історії та культури на Бердичівщині[1].
- 2002 року в Музеї історії міста Бердичева відбувся меморіальний вечір з нагоди 65-річчя від дня народження Віктора Пастуха[5]
- Рішенням Житомирської обласної військової адміністрації № 449 від 25.07.2024 р. «Про деколонізацію топонімії» II провулок Піонтковського в місті Бердичеві перейменовано на провулок Віктора Пастуха[6].